# Josep Àngel Ponsoda Gómez
Josep Àngel Ponsoda Gómez (Alacant, 1971) és un periodista i locutor de ràdio i televisió valencià.
Va començar la seva carrera com a presentador d'informatius a l'emissora alacantina Canal 37 del 1994 al 1999. Aquell any va començar a treballar a Canal 9 com a presentador de la informació meteorològica, però aviat li encarregaren el programa Punt de mira, emès en directe a la franja de tarde i que va presentar fins al 2008. El 2006 també va presentar el docu-xou El mediador a la mateixa cadena.
El 2006 va passar a Antena 3 substituïnt per baixa maternal Alicia Senovilla al programa La hora de la verdad, on es feia la prova del polígraf als participants. El 2009 fou contractat novament per Atresmedia per presentar Bien simple, programa sobre consells de la llar i manualitats, alhora que presenta Un poquito más a Tele 7 al País Valencià i una campanya publicitària per al València Club de Futbol.
Entre 2010 i 2011 fou director i conductor d'informatius de l'emisdora Radio Express Valencia i del matinal
Buenos días, Valencia. Fins i tot el 2012 va aparèixer en un episodi de la sèrie La que se avecina. En 2014 s'encarrega dels informatius de 12TV, una emissora local que emet per la Regió de Múrcia, Albacete, Alacant i València.
El 2010 fou pregoner de les Fogueres de Sant Joan.